# Czarci kamień w Bulinie

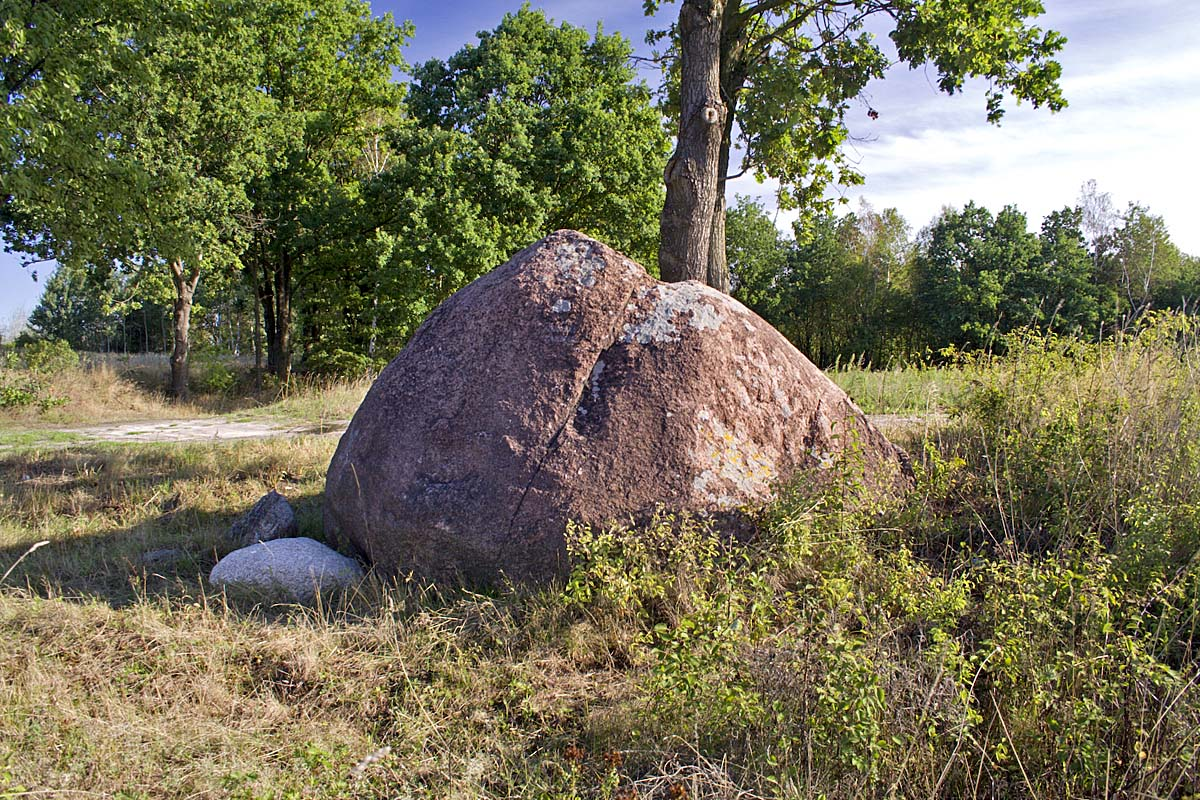
Czarci kamień

Czarci kamień w Bulinie – głaz narzutowy o wymiarach 3x2x2 m w miejscowości Bulin w gminie Kożuchów.
Głaz jest pomnikiem przyrody nieożywionej. Wiąże się z nim lokalna legenda.